# Isoperla laucki
Isoperla laucki és una espècie d'insecte plecòpter pertanyent a la família dels perlòdids.

## Etimologia
El seu nom científic honora la figura de David R. Lauck, professor durant molts anys a la Humboldt State University (Arcata, Califòrnia).

## Descripció
- El mascle adult fa entre 9 i 10 mm de llargària corporal (entre 10-11 a les ales anteriors), és de color groc daurat amb el cap groc, la base de les antenes groga, les ales lleugerament grogues hialines amb la nervadura marró, els cercs marrons daurats, l'abdomen groc brillant i les potes de color groc i cobertes amb espines curtes.
- La femella adulta és similar al mascle pel que fa a la coloració i fa entre 10 i 11 mm de llargada corporal, i 11,5-12,5 a les ales anteriors.
- L'ou és de color marró clar i gairebé transparent.
- La nimfa fa entre 9 i 10 mm de longitud i és de color marró amb pèls foscos i el dors del cap marró.[3]

## Hàbitat
En el seu estadi immadur és aquàtic i viu a quatre petits rierols al comtat de Humboldt (Califòrnia) entre 400 i 900 m d'altitud i amb una temperatura de l'aigua a l'estiu entre 8 °C i 12 °C (la de l'aire, durant la mateixa estació, és de 27 °C), mentre que com a adult és terrestre i volador. Les femelles amb ous madurs apareixen entre el juny i l'octubre. Comparteix el seu hàbitat amb Salmoperla sylvanica, Chernokrilus misnomus i Calliperla luctuosa.

## Distribució geogràfica
Es troba a Nord-amèrica: Califòrnia (els Estats Units).